# Kill ’Em All
Kill ’Em All (с англ. — «Убить их всех») — дебютный студийный альбом американской метал-группы Metallica, выпущенный 25 июля 1983 года на независимом лейбле Megaforce Records. Kill ’Em All считается новаторской записью в жанре трэш-метал благодаря своему звучанию, которое является комбинацией британского хэви-метала и американского хардкора. Материал пластинки существенно отличался от мейнстримовой рок-музыки начала 1980-х годов, впоследствии превратив лонгплей в источник вдохновения для будущих исполнителей жанра. Первоначально альбом не получил существенного внимания со стороны музыкальной прессы и был популярен преимущественно в андеграундной среде (несмотря на выпуск двух синглов — «Whiplash» и «Jump in the Fire»), что отразилось на его продажах и позиции в чартах: так, он попал в Billboard лишь в 1986 году (отметившись на 155-м месте), что было связано с успехом третьего диска Metallica — Master of Puppets; показатели официального переиздания фирмы Elektra Records 1988 года были несколько лучше (120-е место). Тем не менее, впоследствии коллеги группы по метал-сцене отмечали существенный вклад альбома в музыкальную индустрию, помимо этого диск получил признание со стороны профильной прессы и различных экспертов, благодаря чему был включен в несколько рейтингов лучших альбомов всех времён.
Группой были сделаны несколько демозаписей, чтобы привлечь внимание клубных промоутеров Лос-Анджелеса и начать концертную деятельность. Однако, познакомившись с Клиффом Бёртоном, музыканты переехали в Сан-Франциско с целью абстрагироваться от сцены голливудского глэм-метала, что было обязательным условием нового басиста. В 1982 году сборник демо под названием No Life ’til Leather был замечен руководителем лейбла Megaforce Records Джоном Зазулой, который подписал с Metallica контракт на запись альбома. Работа над пластинкой проходила в нью-йоркской студии Music America Studios под руководством продюсера Пола Карсио. Первоначально лонгплей должен был называться Metal Up Your Ass (с англ. — «Металл вам в задницу / Металлизируй свою задницу») и иметь провокационную обложку, однако группу убедили изменить концепцию, так как дистрибьюторы опасались, что подобное содержание уменьшит его шансы на коммерческий успех. Альбом был записан за две недели, после чего последовал гастрольный тур по США — Kill ’Em All for One Tour — с группой Raven. Первоначальный тираж альбома составил 15 000 копий, однако к концу европейского турне 1984 года Seven Dates of Hell продажи лонгплея по всему миру превысили 60 000 экземпляров. В 1999 году он получил трижды «платиновый» статус в Соединённых Штатах. В 2016 году на лейбле Rhino Records было выпущено переиздание альбома, которое содержало оригинальный материал, прошедший процедуру ремастеринга, демоверсии, а также различные бонусы и не издававшийся ранее контент.

## Предыстория и запись
Как мы ненавидели все эти группы! Quiet Riot, Poison, Warrant, Bon Jovi, Mötley Crüe. Реально ненавидели. Мы их презирали!!!
Я давно говорю, что «глэм» — означает голубой лос-анджелесский метал. Ведь если ты наряжаешься как девчонка, чтобы завлечь на концерт зрителей, то надо спросить себя: „А может, у тебя, дорогой, есть нерешённые проблемы или действительно ли твоя музыка так хороша?“.
Группа Metallica была сформирована в октябре 1981 года Ларсом Ульрихом (ударные) и Джеймсом Хэтфилдом (вокал и гитара) после того, как Ульрих дал объявление о создании группы в газету The Recycler. Название коллектива появилось благодаря другу барабанщика — Рону Кинтане (англ. Ron Quintana), который показал Ульриху список потенциальных наименований для его будущего музыкального журнала. Ульрих посоветовал Кинтане выбрать «Metal Mania», так как втайне решил использовать «Metallica» для названия своей группы. В таком составе музыканты получили предложение от владельца лейбла Metal Blade Records Брайана Слейгела записать произвольную песню для первой редакции его сборника Metal Massacre. Дуэт выбрал композицию «Hit the Lights» бывшего коллектива Хэтфилда, Leather Charm, и записал её с его другом детства басистом Роном Макговни, а также временным гитаристом Ллойдом Грантом (англ. Lloyd Grant). Вскоре после этого был сформирован первый состав группы; помимо Хэтфилда, Ульриха и Макговни, в него вошёл Дейв Мастейн, который получил место соло-гитариста, откликнувшись на объявление музыкантов в газете. Первоначально репетиции коллектива проходили в гараже Макговни, при этом группа наводила справки о местной метал-сцене, чтобы начать концертную деятельность. Первое шоу Metallica состоялось 14 марта 1982 года в небольшом концертном зале Анахайма — «Radio City». Сет состоял из девяти песен: двух оригинальных треков («Hit the Lights» и чернового варианта «Jump in the Fire» — песни предыдущей группы Мастейна Panic), а также кавер-версий ряда коллективов новой волны британского хэви-метала (NWOBHM), таких как Diamond Head, Blitzkrieg, Savage и Sweet Savage. Во время выступления произошло несколько досадных инцидентов: помимо того, что у Мастейна периодически возникали проблемы с педалью дисторшна, во время одной из песен на его гитаре порвалась струна. Второй концерт коллектива прошёл на сцене голливудского клуба «Whisky a Go Go» 27 марта, где музыканты сыграли на разогреве у Saxon. Первоначально вместо Metallica должны были выступать Mötley Crüe, однако группа была заменена из-за стремительно растущей популярности. В итоге музыкантам пришлось записать демоверсию из трёх песен, чтобы убедить руководство клуба сделать выбор в их пользу. Третий концерт Metallica состоялся в апреле, во время которого впервые прозвучала песня «The Mechanix», сочинённая Мастейном ещё в период его пребывания в группе Panic. На ранних концертах Metallica Мастейн брал на себя функции фронтмена и больше взаимодействовал с публикой, потому что Хэтфилд был очень застенчивым.

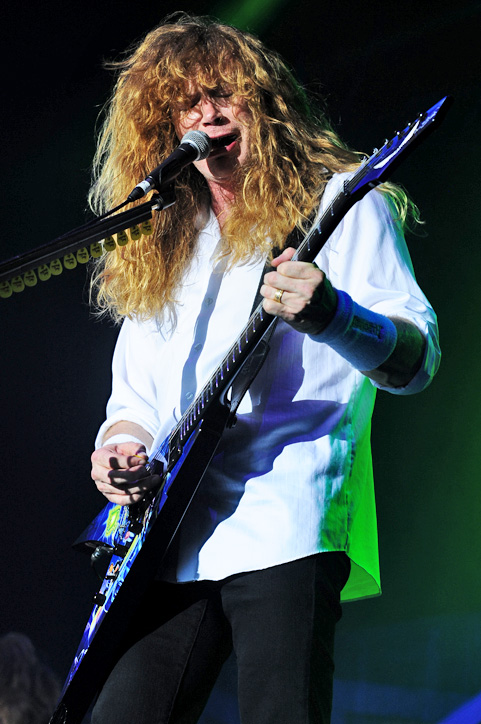
Дэйв Мастейн: «Я пошёл к ним на прослушивание, взял свой усилитель и гитару, включил их в сеть и начал разогреваться. Потом спросил: „Ну что, начнём прослушивание?“ На что они ответили: „Не надо, ты принят“»

Чтобы привлечь внимание клубных промоутеров, музыканты записали сборник демозаписей под названием Power Metal, в котором, помимо уже исполнявшегося на концертах оригинального материала, фигурировал новый трек — «Motorbreath». Логотип, отображающий название группы с заостренными краями первой и последней букв, был разработан самим Хэтфилдом. В июле 1982 года была записана ещё одна компиляция демо-материала, озаглавленная No Life ’til Leather; её появление вызвало большой интерес на рынке подпольных музыкальных бутлегов, создав определённый ажиотаж вокруг группы. No Life ’til Leather содержала перезаписанную версию песни «Hit the Lights», впоследствии выпущенную во второй редакции сборника Metal Massacre, а также ряд новых треков: «Phantom Lord», «Seek & Destroy» и «Metal Militia». Запись и мастеринг финансировались Кенни Кейном (англ. Kenny Kane), владельцем панк-лейбла High Velocity, распространением занимались Ульрих и его друг Пэт Скотт (англ. Pat Scott). В декабре Макговни покинул группу из-за отсутствия взаимопонимания с Мастейном. На место нового басиста был приглашён Клифф Бёртон, выступлением которого в клубе The Troubadour (с группой Trauma) был очень впечатлён Ларс Ульрих. Однако перед тем, как присоединиться к группе, Бёртон выдвинул условие — музыканты должны были переехать в Сан-Франциско. В феврале 1983 года Metallica перебралась в город Эль-Серрито, где музыканты остановились в доме менеджера Exodus Марка Уитакера — особняк стал их репетиционной базой и получил шуточное название «Особняк Металлики» (англ. Metallica Mansion). Группа планировала записать свой дебютный альбом в Лос-Анджелесе, на независимом лейбле Slagel за $8 000. Но так как Слейгел не располагал такими средствами, Ульрих связался с Джоном Зазулой, владельцем музыкального магазина в Нью-Джерси и промоутером ряда хэви-металлических коллективов восточного побережья, который уже был знаком с материалом сборника No Life ’til Leather. В конце марта музыканты арендовали грузовик фирмы U-Haul и отправились в Нью-Джерси. По прибытии Зазула предложил группе продавать в его магазине копии No Life 'til Leather и таким образом собрать средства на основание его собственного лейбла Megaforce Records, так как ни одна местная фирма грамзаписи не хотела финансировать диск никому неизвестной группы.
Хэтфилд и Ульрих уволили Мастейна утром 11 апреля, после концерта в Нью-Йорке. Причиной послужило пристрастие музыканта к наркотикам и алкоголю, а также чрезмерно агрессивное поведение и конфликты с коллегами по группе. Уитакер посоветовал коллективу взять на его место гитариста Кирка Хэмметта, который играл в Exodus и брал уроки у Джо Сатриани (будущей звезды-виртуоза). Хэмметт успел выучить свои инструментальные партии во время перелета в Нью-Йорк и начал записывать альбом с Metallica всего лишь месяц спустя. Работа над пластинкой проходила с продюсером Полом Карсио на студии Music America в Рочестере, лонгплей был готов через две недели. Так как музыканты не имели средств на оплату гостиницы, в перерывах между сессиями им приходилось жить у знакомых из Рочестера либо в музыкальном магазине Music Factory в Квинсе, где проводились репетиции группы Anthrax. Во время записи группа не нашла взаимопонимания с продюсером: он предоставил им примитивную музыкальную аппаратуру, более подходящую для обычной рок-группы, нежели для металлической команды, а также старался компенсировать их тяжёлое звучание, снижая громкость, так как считал, что в оригинальных записях коллектива было слишком много дисторшна. Впоследствии музыканты сетовали, что Карсио проявлял мало интереса к рабочему процессу и почти не повлиял на звук. В свою очередь, Зазула хотел, чтобы Хэмметт полностью копировал сольные партии Мастейна; гитарные соло Кирка были основаны на оригинальных наработках Мастейна лишь отчасти — большинство из них содержали только первые четыре такта, сочинённые бывшим гитаристом перед его уходом из группы. Несмотря на разногласия, музыканты Metallica признавали существенный вклад Мастейна в их музыку в первые годы существования коллектива, гитарист фигурировал как соавтор четырёх песен Kill ’Em All. После окончания работы в студии Зазула остался недоволен исходным миксом пластинки, он считал, что чрезмерно громкие ударные заглушают звучание гитар. Для исправления материала был приглашен звукорежиссёр Крис Бубач, который перемикшировал альбом согласно инструкциям Зазулы. Итоговая стоимость записи составила $15 000 — эти финансовые издержки поставили Зазулу на грань банкротства. Впоследствии он вспоминал: «Это были деньги на ипотеку, которые я тратил, а не какие-то отложенные средства для инвестиций». Помимо этого, из-за малой известности группы и немейнстримового содержания записи возникли сложности с поиском дистрибьютора альбома. Тем не менее, Зазула смог заключить торговое соглашение с лейблами Relativity Records (Северная Америка) и Music for Nations (Европа).

### Название и обложка

Первоначальная обложка альбома, которая в итоге была использована для бутлега группы

Изначально Metallica планировали назвать альбом Metal Up Your Ass (с англ. — «Метал/Металл вам в задницу»), дополнив его обложкой, изображающей руку с кинжалом, торчащую из унитаза. Однако Зазула убедил музыкантов изменить решение, так как считал, что подобное изображение отпугнет потенциальных дистрибьюторов. Заключительный вариант обложки представлял собой иллюстрацию окровавленного молотка с падающей на него тенью руки. Идею названия альбома приписывают Клиффу Бёртону, причём сама фраза «Kill ’Em All» (с англ. — «Прибить их всех») была эмоциональной реакцией бас-гитариста на ситуацию с дистрибьюторами: «Эти звукозаписывающие компании ублюдки… прибить [бы] их всех!». Ульрих решил, что Kill ’Em All подойдет для названия альбома, Зазула согласился с ним. Тем не менее, впоследствии в некоторых интервью музыканты группы связывали выбор данной фразы с отношением группы к обстановке на метал-сцены Лос-Анджелеса, а именно — засилию глэм-метал коллективов. Помимо этого, именно Бёртон предложил Гэри Л. Хирду, создателю фотографии группы на задней стороне обложки, идею с окровавленным молотом. По словам Хэмметта, «Клифф носил молоток с собой повсюду, куда бы он ни пошёл. У него всегда был молоток в багаже, и иногда он вынимал его и начинал уничтожать вещи». Несмотря на то, что первоначальное название не было использовано в оформлении альбома, впоследствии группа выпустила футболку «Metal Up Your Ass» с оригинальным изображением. Кроме того, обложка с кинжалом фигурировала на бутлеге 1982 года под названием Metal Up Your Ass (Live), записанным во время концерта в клубе Old Waldorf. Оригинальное издание альбома, помимо отдельного вкладыша с текстами и фотографиями, включало в себя серебряный логотип группы на виниловых пластинках. Однако всё это отсутствовало в буклете следующего тиража, а логотип стал обычным. Тем не менее, текст и фотографии вновь были напечатаны в переиздании 1988 года. Оригинальный релиз можно отличить по фразе «Bang That Head That Doesn’t Bang» на верхней части задней стороны альбома, она была убрана из переиздания. Фраза «Bang That Head That Doesn’t Bang» была посвящена фанату группы из Сан-Франциско Рэю Бёрчу, прославившемуся благодаря неистовому хэдбендингу на ранних шоу Metallica.

## Музыка и тематика песен
Содержание альбома, насыщенное сложными структурами риффов, напоминает творчество групп новой волны британского хэви-метала, которые также исполняли свой материал с большой скоростью. Kill ’Em All считается основополагающей записью трэш-метала, так как именно он ввёл несколько ключевых элементов жанра: быструю перкуссию, «низкие» аккорды и шрединговую манеру звукоизвлечения. В сравнении с более ранним материалом вся группа стала играть техничнее и быстрее. Помимо этого сформировался индивидуальный стиль музыкантов — так, Хэмметт сыграл несколько пентатонических партий, а Ульрих начал исполнять ритм в стиле «дабл-тайм», который станет каноничным на последующих альбомах Metallica. В свою очередь, вокал Хэтфилда эволюционировал из «мелодичного вопля», который звучал на No Life ’til Leather, в «абразивный рёв». Впоследствии музыкальный публицист Джоэл Макайвер отмечал инструментальное исполнение Бёртона и Хэтфилда, которое было почти виртуозным из-за плавно звучащего баса первого и мастерства игры медиатором последнего. По словам журналиста Чака Эдди, юношеский подход к серьёзной тематике песен, таким как война, насилие и жизнь в дороге, придаёт альбому «наивный шарм». Звучание пластинки также разительно отличалось от доминировавшей в чартах музыки глэм-металлических групп начала 1980-х. Музыканты выделялись своим брутальным видом и бунтарским духом на фоне мейнстримового хард-рока, что привлекало фанатов андеграундной музыки.
- «Hit the Lights». Мелодия первого трека основана на незаконченной песне группы Leather Charm, написанной Хэтфилдом и Хью Тэннером (англ. Hugh Tanner). Во время работы над материалом гитарист принёс бо́льшую часть трека Ульриху, и они подобрали различные аранжировки. Записанная со скоростью 160 ударов в минуту композиция открывается «искаженными» гитарными аккордами и воплем Хэтфилда. Структура песни выстроена на 16-х нотах, дублирующихся в основном риффе и повторяющихся 8-х нотах ударных. Текст песни посвящён мировосприятию хэви-метала, фронтмен исполняет его короткими фразами — высоким вокалом[38]. «Hit the Lights» заканчивается несколькими длинными гитарными соло Хэмметта, которые представляют собой более виртуозные и мелодичные версии пассажей Мастейна.
- «The Four Horsemen». Композиция «The Four Horsemen» является обновлённым вариантом сочинённого Мастейном трека «The Mechanix», первоначально посвящённого сексу на автозаправочной станции[7][39]. Впоследствии эта песня, с доработанной мелодией и оригинальным текстом, была выпущена на дебютном альбоме Megadeth Killing Is My Business… and Business Is Good! (1985). В свою очередь Хэтфилд переписал текст, изменив его на сюжет о Всадниках Апокалипсиса, и добавил бридж (также предложенный ранее Мастейном[40]) и новое гитарное соло в середине, несмотря на то, что Мастейн попросил бывших коллег не использовать его музыку в своём творчестве[39]. По словам Мастейна, мелодия бриджа была вдохновлёна основным риффом композиции «Sweet Home Alabama» группы Lynyrd Skynyrd[12].
- «Motorbreath». Ещё одна композиция Хэтфилда, сочинённая музыкантом во время его пребывания в Leather Charm. Структура песни выстроена на четырёхаккордных куплетах и чередующихся припевах[12], её текст посвящён жизни в дороге. Отличительными частями трека являются барабанные пассажи[англ.] Ульриха[комм. 2] и гитарный рифф, который звучит на фоне соло Хэмметта. Высокий темп песни отразился на басовой партии Бёртона, который был вынужден играть медиатором на крайне высокой скорости[41].
- «Jump in the Fire». Композиция была написана Мастейном, её первоначальное содержание было посвящено подростковой сексуальной неудовлетворённости[6]. Хэтфилд переписал текст, кардинально поменяв концепцию. Новый вариант песни излагался от лица Сатаны: дьявол наблюдает за тем, как люди убивают друг друга, выражая уверенность, что все они попадут в ад за свои поступки[42]. В феврале 1984 года «Jump in the Fire» была выпущена в формате сингла (на территории Великобритании) для продвижения британского турне Metallica с группой Venom[43]. Вторая сторона сингла содержала «концертные» версии треков «Phantom Lord» и «Seek & Destroy», которые на самом деле представляли собой студийные записи с добавлением искусственного гула публики, продублированного несколько раз[44]. На обложке сингла была изображена картина «The Devils of D-Day», созданная художником Ле Эдвардсом[англ.] в 1978 году[45].

Литературное содержание Kill ’Em All вызывало такое же сильное волнение, что и музыка группы. В совокупности слова песен образуют единую тему. Это концептуальный альбом, ознаменовавший прорыв нового поджанра метала, его поклонников, и его лидеров — Metallica. Это торжество метала. Это призыв к оружию нового поколения металлистов, многие из которых уже были вооружены и при полном параде.
- «(Anesthesia) — Pulling Teeth». Пятый трек представляет собой басовое соло, исполненное Бёртоном под аккомпанемент ударных. Основной лейтмотив трека был сочинен Бёртоном ещё в старших классах, во время выступлений с группой Agents of Misfortune[46]. Мелодия композиции выстроена на отличительном стиле музыканта, т. н. «главенствующем басе», который, помимо эффектов дисторшна и wah-wah, включает в себя технику исполнения тэппингом[47]. В начале трека звукоинженер Крис Бубач произносит: «Басовое соло, дубль один»[24], намекая слушателям на то, что композиция была записана с первого раза[48]. Структура «(Anesthesia) — Pulling Teeth» являлась именно тем соло, которое играл Бёртон, когда Ульрих и Хэтфилд впервые увидели его на концерте[49]. Впоследствии Джеймс вспоминал: «Мы слушали это дикое, непрерывное соло, и я поймал себя на мысли, что [на сцене] „не было ни одного гитариста“. Мы подсчитали струны, после чего я наконец повернулся к Ларсу и воскликнул: „Чувак, это бас!“. Клифф поднялся на сцену вместе со своей группой Trauma, wah-wah педалью и огромной копной красных волос. Ему было все равно, были ли там люди. Он [просто] смотрел на свой бас и играл»[50].
- «Whiplash». Композиция была выпущена в качестве первого сингла альбома 8 августа 1983 года[51]. Она имеет 16-нотную структуру, которая исполняется в крайне быстром ритме со скоростью около 200 ударов в минуту. Во время записи своих партий Хэтфилд и Бертон приглушали струны ладонью[англ.], а также использовали метрономы для более точного попадания в ноты[52]. Тематика песни была посвящена энергии зрительного зала и хедбэнгингу[53]. По мнению рок-журналиста Мика Уолла, «Whiplash» ознаменовала рождение трэш-метала как жанра: «Если кто-то хочет определить тот самый момент, когда трэш прибыл в этот мир, рыча и брызжа слюной, это, бесспорно, „Whiplash“»[24].
- «Phantom Lord». Содержание песни посвящено нечистой силе. Её мелодия начинается с синтезированного басового гула, переходящего в чистые гитарные аккорды, исполненные в стиле арпеджио. Сочиненный Мастейном центральный рифф был навеян музыкой стиля NWOBHM[52].

Примерно за шесть месяцев до присоединения к группе я брал уроки у Джо Сатриани, поэтому его влияние на моё мышление и игру было весьма сильно. Он вложил в меня столько информации, я до сих пор многое из этого перерабатываю. Когда пришло время работать над соло, я думал “Хоть бы это понравилось Джо”. Я надеюсь, что на это соло он не обратит внимание, как у него бывало в прошлом. В паре нот мои бенды вываливаются из строя. И [...] каждый раз, когда я его слушаю, те фальшивые ноты меня преследуют! (смех)
- «No Remorse». Композиция представляет собой среднетемповую запись, которая внезапно ускоряет темп на пятой минуте[56]. Фабула песни отражает идею, что в битве отсутствует чувство раскаяния или покаяния. По словам Рона Макговни, риффы песни заимстованы из двух композиций Leather Charm[57].
- «Seek & Destroy». Песня была вдохновлена мелодией трека «Dead Reckoning» группы Diamond Head[7] и являлась первой композицией Metallica, записанной во время альбомных сессий[37]. Хэтфилд написал главный рифф в служебном грузовике неподалёку от фабрики наклеек в Лос-Анджелесе, где он работал[7]. Благодаря своему запоминающемся однострочному припеву песня стала популярна среди фанатов группы[комм. 3] и заняла одно из центральных мест в концертном репертуаре коллектива[16].
- «Metal Militia». Финальный трек представляет собой одну из самых быстрых композиций пластинки. Её основной рифф был сочинен Мастейном, согласно задумке гитариста, он должен был передать эффект марширующей армии. Песня заканчивается громким топаньем ног и звуками рикошетящих пуль, которые постепенно стихают[58]. Тематика трека посвящена хэви-металлическому образу жизни и бунтарскому менталитету.

## Отзывы критиков
| Оценки критиков                  | Оценки критиков |
| Источник                         | Оценка          |
| -------------------------------- | --------------- |
| AllMusic                         | [ 59 ]          |
| Billboard                        | [ 37 ]          |
| Chicago Tribune                  | [ 60 ]          |
| Classic Rock                     | [ 61 ]          |
| Collector's Guide to Heavy Metal | [ 62 ]          |
| Encyclopedia of Popular Music    | [ 63 ]          |
| The Guardian                     | [ 64 ]          |
| Kerrang!                         | [ 65 ]          |
| Metal Forces                     | [ 66 ]          |
| Q                                | [ 67 ]          |
| The Rolling Stone Album Guide    | [ 68 ]          |

Kill ’Em All получил в основном положительные отзывы от музыкальной прессы. Так, Бернард Доу из Metal Forces описал лонгплей как один из самых быстрых и тяжелых альбомов в истории, подчеркнув, что эта запись не для слабонервных. Грег Кот из Chicago Tribune охарактеризовал его «прототипом спид-метала», однако посетовал, что тематические заимствования из текстов Judas Priest и The Misfits не позволили альбому стать классикой. В ретроспективном обзоре Billboard редакция журнала похвалила пластинку за то, что она изменила лицо популярной музыки своей уникальной комбинацией панка и метала. В свою очередь, Стив Хьюи из AllMusic назвал музыку альбома «истинным рождением трэша». Рецензент высоко оценил высокотехнологичный гитарный стиль Хэтфилда и отметил, что группа «играет с чётко контролируемой яростью даже в самых возмутительно высоких темпах». Между тем, обозреватель The Rolling Stone Album Guide Роб Кемп охарактеризовал Kill ’Em All как запись, консолидирующую сцены панк-рока и хэви-метала, однако сетовал, что за исключением «Seek & Destroy» и «(Anesthesia) — Pulling Teeth», большую часть альбома группа «пытается выглядеть брутальной» на фоне полных энергии, но неотшлифованных до конца песен. По мнению публициста Мартина Попоффа, лонгплей отличался от записей схожих начинающих метал-групп из Сан-Франциско тем, что фанаты Metallica могли отождествлять себя с песнями Хэтфилда и внешним видом музыкантов. В свою очередь Чак Эдди из журнала Spin назвал Kill ’Em All началом «мании экстрим-метала» начала 1980-х. Рецензент подчеркнул, что на момент своего выхода альбом не получил существенного признания со стороны музыкальной прессы, но начал набирать влияние со временем, тем самым «открыв двери для менее успешных групп». Впоследствии многие музыкальные эксперты отмечали влияние пластинки на развитие жанра тяжелой музыки в целом: так, несмотря на то, что Джоэл Макайвер назвал диск группы Venom Welcome to Hell (1981) первым альбомом в жанре трэш-метал, он признал существенное влияние Kill ’Em All на формирование американской сцены хэви-метала. В схожем ключе высказался обозреватель портала Loudwire Джон Уайдерхорн, который заявил, что несмотря на «менее совершенный продакшн», Kill ’Em All звучит как «влиятельный кусочек истории» и стоит на том же уровне, что и классические альбомы Black Sabbath, Iron Maiden и Judas Priest.
Джерри Юинг из журнала Classic Rock поставил альбому 4 балла из 5, отметив: «Плодами первого состава Metallica стали отзвуки интенсивно развивающегося андеграундного движения, породившего трэш. Ориентируясь на творчество общепризнанных мастеров метала Motorhead, Judas Priest и Iron Maiden и сочетая это с искусностью менее известных Diamond Head и собственной юношеской злостью и отвагой, Metallica открыли новый путь развития метала. От неистовой мощности энергичных треков вроде „Whiplash“ до сих пор бросает в дрожь, и можно только восхищаться динамизмом молодых талантов в таких песнях, как „Jump in the Fire“ и „Seek & Destroy“». В 2016 году Джейсон Андерсон из Uncut, рассматривая переиздание альбома, отметил следующее: «Записанный всего через пару недель после того, как группа поменяла Мастейна на Кирка Хэмметта, Kill ’Em All изменил текущее положение вещей, продемонстрировав будоражащую смесь американского хардкора и британского хэви-метала, полную кровоподтёков. Три десятилетия спустя, пожалуй, трудно слушать [эту запись] Metallica, не повредив себе уши, но угорелый трэш „Whiplash“ по-прежнему остаётся откровением — вот где группа демонстрирует дьявольскую связь между музыкой Black Flag и Venom».
Kill ’Em All был выпущен 25 июля 1983 года на лейбле Megaforce Records, его первоначальный тираж составил 15 000 экземпляров. Из-за финансовых ограничений лейбла альбом выпускался партиями по 500 копий. К концу года продажи лонгплея в США составили более 17 000 экземпляров. Подобно представителям панк-рока, Metallica продвигали свой материал через рассылку по почте и независимые музыкальные журналы, такие как Metal Forces в Великобритании и Metal Mania в США. Поначалу альбому не удалось попасть в чарт Billboard 200, однако после коммерческого успеха третьей студийной пластинки группы Master of Puppets — спустя три года — он всё же отметился в этом хит-параде на 155-м месте. Переиздание 1988 года, выпущенное на мейджор-лейбле на Elektra Records, также фигурировало в этом чарте, достигнув 120-й строчки. В 1999 году альбом был сертифицирован как трижды «платиновый» в Соединённых Штатах. Несмотря на то, что Kill ’Em All является самым низкопродаваемым студийным альбомом Metallica, именно благодаря ему группа обрела своё лицо и обзавелась армией фанатов в первые годы существования.
В связи с тем, что Kill ’Em All был первым альбомом в стиле трэш-метал, выпущенным в США, он оказал значительное влияние на формировавшуюся сцену и вдохновил большое количество последующих исполнителей этого жанра своей скоростью, агрессивностью и брутальностью. Так, по словам гитариста Керри Кинга, группа Slayer все ещё находилась в поиске своего звучания, в то время как Metallica уже определили свой имидж и музыкальную идентичность. В свою очередь, гитарист Anthrax Скотт Иэн признавался, что был настолько впечатлён тяжестью и содержанием альбома, что он повлиял на него так же сильно, как записи Iron Maiden. Барабанщик группы Dream Theater Майк Портной отмечал, что Kill ’Em All превзошёл группы NWOBHM с точки зрения абсолютной скорости, и назвал басовое соло Бертона высшим достижением альбома. Между тем, гитарист Ульф Седерлунд (англ. Ulf Cederlund из шведской блэк-металлической группы Morbid назвал «Motorbreath» и «Metal Militia» песнями, которые существенно повлияли на него как на молодого музыканта. Kill ’Em All занял 35-е место в списке журнала Rolling Stone «100 лучших альбомов 80-х». Кроме того, лонгплей отметился ещё в двух рейтингах этого издания: на 54-й строчке «100 лучших дебютных альбомах всех времён» и 35-й позиции в списке «100 лучших метал-альбом всех времён» того же журнала. Также пластинка заняла 29-место в списке журнала Kerrang! «100 величайших хэви-металлических альбомов всех времён». Помимо этого, в 2010 году редакция портала Consequence of Sound присудила диску 94-е место в своём рейтинге «100 лучших альбомов всех времён».

## Турне

Логотип «Metallica», придуманный Джеймсом Хэтфилдом и фигурирующий на большинстве записей группы

В июне 1983 года Metallica отправились в двухмесячный концертный тур Kill ’Em All for One с британской группой Raven, которая позиционировалась как хедлайнер гастролей. Наименование турне представляло собой комбинацию названий альбомов этих групп: Kill ’Em All (Metallica) и All for One (Raven). Коллективы познакомились за два дня до начала гастролей в доме Зазулы и на протяжении всего турне путешествовали в одном автобусе вместе с ещё пятью роуди и звукоинженером Уайтекером. Гастроли завершились тремя аншлаговыми концертами в Сан-Франциско, будучи под впечатлением от которых Хэтфилд написал на автобусе фразу «No Life ’Til ’Frisco» (пальцем на грязи) — перефразировав название своего первого сборника с жаргонным прозвищем Сан-Франциско. Тем не менее, во время гастролей группа отыграла несколько выступлений при крайне низком количестве зрителей, так во время концерта в нью-йоркском клубе Cheers в зале присутствовало лишь около 50 человек. В начале сентября Metallica завершили турне и вернулись в Эль-Серрито, где начали работать над новым материалом. Через семь недель после этого музыканты организовали ряд выступлений в клубах Сан-Франциско и его окрестностях, первый из них был отыгран на Хэллоуин в Пало-Альто (The Keystone). На одном из этих концертов, проходившем в клубе Country Club (Резеда), группа исполнила на сцене несколько новых композиций: «Fight Fire with Fire», «Creeping Death», а также «When Hell Freezes Over» — раннюю версию «The Call of Ktulu». Три дня спустя, на шоу в клубе The Stone (Сан-Франциско), состоялся дебют «Ride the Lightning» — заглавного трека следующего альбома группы. В декабре Metallica отправились в краткосрочное турне по Среднему Западу и восточным штатам страны. В этой поездке музыкантов сопровождала команда из трёх человек: звукоинженер Уитакер, а также техники Джон Маршалл (гитара) и Дейв Маррс (ударные). Во время этих гастролей произошёл неприятный инцидент — накануне концерта в Бостоне (14 января 1984 года) у группы было украдено всё музыкальное оборудование.
В феврале Metallica отправились на гастроли в Европу (вместе с Twisted Sister), где выступали на разогреве у группы Venom, в рамках их турне Seven Dates of Hell. Тур спонсировался британским дистрибьютором Metallica, Music for Nations, который выпустил мини-альбом Jump in the Fire EP с целью продвижения мероприятия. Первое выступление состоялось в концертном зале Volkshaus (3 февраля, Цюрих). 11 февраля группа выступила на фестивале Aardschok Festival в Зволле перед аудиторией в 7 000 человек — самой большой на тот момент. Во время гастролей музыканты выступили в таких странах, как Италия, Германия, Франция и Бельгия, кульминацией турне стали два аншлаговых шоу в лондонском клубе Marquee. После завершения турне Metallica отправились в студию Sweet Silence Studios (Копенгаген), где начали работу над вторым альбомом — Ride the Lightning. На тот момент продажи Kill ’Em All составляли более 60 000 экземпляров по всему миру, а сами музыканты получили международную известность. 8 июня 2013 года на фестивале Orion Festival музыканты Metallica впервые исполнили альбом Kill ’Em All полностью, выступив под вымышленным именем Dehaan, — это шоу стало первым концертом, посвящённым тридцатилетнему юбилею пластинки.
Композиции «The Four Horsemen», «Motorbreath», «Whiplash» и «Seek & Destroy» активно продолжают использоваться группой на концертах 30 лет спустя. В частности, «Whiplash» и «Motorbreath» часто исполняются в конце шоу. Во время многих концертных исполнений «Seek & Destroy» Джеймс Хэтфилд взаимодействует с залом. Композиция «No Remorse» (или её фрагмент) иногда предваряет исполнение песни «Ride the Lightning».

## Список композиций
Все тексты написаны Джеймсом Хэтфилдом.
| №                   | Название                                                   | Автор(ы)                    | Длительность |
| ------------------- | ---------------------------------------------------------- | --------------------------- | ------------ |
| 1.                  | «Hit The Lights»                                           | Джеймс Хэтфилд Ларс Ульрих  | 4:17         |
| 2.                  | «The Four Horsemen»                                        | Хэтфилд Ульрих Дэйв Мастейн | 7:13         |
| 3.                  | «Motorbreath»                                              | Хэтфилд                     | 3:10         |
| 4.                  | «Jump in the Fire»                                         | Хэтфилд Ульрих Мастейн      | 4:42         |
| 5.                  | «(Anesthesia) Pulling Teeth» (инструментальная композиция) | Клифф Бёртон                | 4:15         |
| 6.                  | «Whiplash»                                                 | Хэтфилд Ульрих              | 4:10         |
| 7.                  | «Phantom Lord»                                             | Хэтфилд Ульрих Мастейн      | 5:02         |
| 8.                  | «No Remorse»                                               | Хэтфилд Ульрих              | 6:26         |
| 9.                  | «Seek & Destroy»                                           | Хэтфилд Ульрих              | 6:55         |
| 10.                 | «Metal Militia»                                            | Хэтфилд Ульрих Мастейн      | 5:10         |
| Общая длительность: | Общая длительность:                                        | Общая длительность:         | 51:17        |

| №   | Название                                 | Автор(ы)                          | Длительность |
| --- | ---------------------------------------- | --------------------------------- | ------------ |
| 11. | «Am I Evil?» (кавер-версия Diamond Head) | Шон Харрис Брайан Татлер          | 7:50         |
| 12. | «Blitzkrieg» (кавер-версия Blitzkrieg)   | Ян Джонс Джим Сиротто Брайан Росс | 3:35         |

| №   | Название                                | Автор(ы)               | Длительность |
| --- | --------------------------------------- | ---------------------- | ------------ |
| 11. | «The Four Horsemen» (концертная версия) | Хэтфилд Ульрих Мастейн | 5:31         |
| 12. | «Whiplash» (концертная версия)          | Хэтфилд Ульрих         | 4:19         |

## Переиздания
15 июля 2010 года в продажу поступило ограниченное виниловое делюкс-издание альбома на двойном 180-граммовом разворотном виниле, причём альбом прошёл ремастеринг с оригинальных мастер-плёнок. Тираж издания составил всего 1 000 экземпляров, пластинку можно было заказать через официальный фан-клуб группы.

Переиздание альбома в формате Deluxe Edition: 4 грампластинки, 5 CD, 1 DVD, а также 1 книга и нашивка

В 2016 году увидело свет переиздание Kill ’Em All в трёх разных форматах. Помимо стандартных изданий на компакт-дисках и виниле, которые содержали оригинальную версию пластинки, прошедшую процедуру ремастеринга, была также выпущена подарочная версия альбома (англ. deluxe edition). Эта версия включала четыре грампластинки, пять CD, один DVD, книгу в твёрдом переплёте, содержавшую множество не публиковавшихся прежде фотографий, а также тряпичную нашивку, оформленную в цветах альбома (красный логотип группы на чёрном фоне). Оригинальный аудиоматериал (альбом в версиях на CD и LP) также можно было скачать в цифровом виде, с помощью специальных mp3-карточек. Переиздание было выпущено 15 апреля 2016 года в День музыкального магазина. Не издававшийся ранее материал включал запись на виниле Live at Espace Balard (Париж, 9 февраля 1984 года); прежде не публиковавшуюся на CD запись концерта группы в «J Bees Rock III» (Мидлтаун, Нью-Йорк, 20 января 1984 года); компакт-диск с записью выступления Live at the Keystone (Пало-Альто, 31 октября 1983 года); демоверсии и черновые варианты песен альбома из коллекции Ульриха (12 треков); интервью музыкантов на радио; а также DVD с концертом — Live at the Metro in Chicago (Чикаго, 12 августа 1983 года).

### Содержание подарочного издания
Первый и второй диски — оригинальный альбом на CD и LP (ремастеринговая версия), также содержат код для цифровой загрузки лонгплея в этих версиях.
| №   | Название                                                                | Длительность |
| --- | ----------------------------------------------------------------------- | ------------ |
| 1.  | «The Ecstasy of Gold» (Ранее не издавалась)                             |              |
| 2.  | «Hit the Lights» (Концертная версия, ранее не издавалась)               |              |
| 3.  | «The Four Horsemen» (Концертная версия, ранее не издавалась)            |              |
| 4.  | «Jump in the Fire» (Концертная версия, ранее не издавалась)             |              |
| 5.  | «Phantom Lord» (Концертная версия, ранее не издавалась)                 |              |
| 6.  | «No Remorse» (Концертная версия, ранее не издавалась)                   |              |
| 7.  | «Ride the Lightning» (Концертная версия, ранее не издавалась)           |              |
| 8.  | «Motorbreath» (Концертная версия, ранее не издавалась)                  |              |
| 9.  | «(Anesthesia) — Pulling Teeth» (Концертная версия, ранее не издавалась) |              |
| 10. | «Whiplash» (Концертная версия, ранее не издавалась)                     |              |
| 11. | «Seek & Destroy» (Концертная версия, ранее не издавалась)               |              |
| 12. | «Metal Militia» (Концертная версия, ранее не издавалась)                |              |

| №  | Название                                                    | Длительность |
| -- | ----------------------------------------------------------- | ------------ |
| 1. | «Jump in the Fire»                                          |              |
| 2. | «Seek & Destroy (Live at the Automatt)» (Концертная версия) |              |
| 3. | «Phantom Lord (Live at the Automatt)» (Концертная версия)   |              |

| №  | Название                                                               | Длительность |
| -- | ---------------------------------------------------------------------- | ------------ |
| 1. | «Metal Forces Interview With Lars, January 1984» (Ранее не издавалось) | 70:09        |
| 2. | «Radio IDs With Lars, James & Cliff From 1984» (Ранее не издавалось)   | 1:10         |

| №   | Название                                                                               | Длительность |
| --- | -------------------------------------------------------------------------------------- | ------------ |
| 1.  | «Motorbreath (Rough Mix)» (Ранее не издавался)                                         | 3:14         |
| 2.  | «Hit the Lights (Rough Mix)» (Ранее не издавался)                                      | 4:22         |
| 3.  | «(Anesthesia) – Pulling Teeth (Rough Mix)» (Ранее не издавался)                        | 4:29         |
| 4.  | «Seek & Destroy (Rough Mix)» (Ранее не издавался)                                      | 6:57         |
| 5.  | «Whiplash (Rough Mix)» (Ранее не издавался)                                            | 4:15         |
| 6.  | «The Four Horsemen (Rough Mix)» (Ранее не издавался)                                   | 7:12         |
| 7.  | «Seek & Destroy (NOT Live from the Automatt)» (Концертная версия, ранее не издавалась) | 7:00         |
| 8.  | «Phantom Lord (NOT Live from the Automatt)» (Концертная версия, ранее не издавалась)   | 4:50         |
| 9.  | «Jump in the Fire»                                                                     | 4:44         |
| 10. | «Whiplash (Special Neckbrace Remix)»                                                   | 4:11         |
| 11. | «Seek & Destroy (Live at the Automatt)» (Концертная версия)                            | 7:03         |
| 12. | «Phantom Lord (Live at the Automatt)» (Концертная версия)                              | 4:53         |

| №  | Название                                                        | Длительность |
| -- | --------------------------------------------------------------- | ------------ |
| 1. | «The Four Horsemen» (Концертная версия, ранее не издавалась)    | 5:46         |
| 2. | «Jump in the Fire» (Концертная версия, ранее не издавалась)     | 5:14         |
| 3. | «Fight Fire With Fire» (Концертная версия, ранее не издавалась) | 5:32         |
| 4. | «Ride the Lightning» (Концертная версия, ранее не издавалась)   | 7:14         |
| 5. | «Phantom Lord» (Концертная версия, ранее не издавалась)         | 5:21         |
| 6. | «Seek & Destroy» (Концертная версия, ранее не издавалась)       | 7:48         |
| 7. | «Whiplash» (Концертная версия, ранее не издавалась)             | 6:35         |

| №   | Название                                                                                | Длительность |
| --- | --------------------------------------------------------------------------------------- | ------------ |
| 1.  | «Hit the Lights» (Ранее не издавалась)                                                  | 4:25         |
| 2.  | «The Four Horsemen» (Концертная версия, ранее не издавалась)                            | 7:29         |
| 3.  | «Jump in the Fire» (Концертная версия, ранее не издавалась)                             | 5:00         |
| 4.  | «Fight Fire With Fire» (Концертная версия, ранее не издавалась)                         | 5:36         |
| 5.  | «Ride the Lightning» (Концертная версия, ранее не издавалась)                           | 7:55         |
| 6.  | «Phantom Lord» (Концертная версия, ранее не издавалась)                                 | 5:35         |
| 7.  | «When Hell Freezes Over (“The Call of Ktulu”)» (Концертная версия, ранее не издавалась) | 9:10         |
| 8.  | «Seek & Destroy» (Концертная версия, ранее не издавалась)                               | 7:22         |
| 9.  | «(Anesthesia) – Pulling Teeth» (Концертная версия, ранее не издавалась)                 | 2:35         |
| 10. | «Whiplash» (Концертная версия, ранее не издавалась)                                     | 5:48         |
| 11. | «Creeping Death» (Концертная версия, ранее не издавалась)                               | 7:48         |
| 12. | «Guitar Solo» (Концертная версия, ранее не издавалась)                                  | 2:40         |
| 13. | «Metal Militia» (Концертная версия, ранее не издавалась)                                | 7:46         |

| №   | Название                                                                                    | Длительность |
| --- | ------------------------------------------------------------------------------------------- | ------------ |
| 1.  | «Hit the Lights» (Концертная версия, только видео без аудиодорожки, ранее не издавалась)    |              |
| 2.  | «The Four Horsemen» (Концертная версия, только видео без аудиодорожки, ранее не издавалась) |              |
| 3.  | «Jump in the Fire» (Концертная версия, только видео без аудиодорожки, ранее не издавалась)  |              |
| 4.  | «Phantom Lord» (Концертная версия, ранее не издавалась)                                     |              |
| 5.  | «No Remorse» (Концертная версия)                                                            |              |
| 6.  | «(Anesthesia) — Pulling Teeth» (Концертная версия, ранее не издавалась)                     |              |
| 7.  | «Whiplash» (Концертная версия, ранее не издавалась)                                         |              |
| 8.  | «Seek & Destroy» (Концертная версия, ранее не издавалась)                                   |              |
| 9.  | «Guitar Solo» (Концертная версия, ранее не издавалась)                                      |              |
| 10. | «Metal Militia» (Концертная версия)                                                         |              |

## Участники записи
| Данные взяты из буклета альбома. Metallica - Джеймс Хэтфилд — вокал, ритм-гитара; - Кирк Хэмметт — соло-гитара; - Ларс Ульрих — ударные; - Клифф Бёртон — бас-гитара; - Дэйв Мастейн — (c 1983 лидер Megadeth) — в записи альбома не принимал участия, но является автором песен. | Технический персонал - Джон Зазула — исполнительный продюсер; - Пол Карсио — продюсер; - Крис Бубач — звукоинженер; - Боб Людвиг — мастеринг; - Джордж Марино — ремастеринг; - Алекс Периалас — мастеринг; - Энди Вроблевски — ассистент звукоинженера. |

## Чарты и сертификация
| Чарт           | Высшая позиция |
| -------------- | -------------- |
| Австралия      | 55             |
| Великобритания | 142            |
| Германия       | 58             |
| Испания        | 65             |
| США            | 66             |
| Финляндия      | 12             |
| Франция        | 149            |
| Швеция         | 28             |
| Швейцария      | 65             |

| Регион | Сертификация  | Продажи   |
| --- | ------------- | --------- |
| Аргентина (CAPIF) | Платиновый    | 60 000^   |
| Австралия (ARIA) | 2× Платиновый | 140 000   |
| Канада (Music Canada) | Платиновый    | 100 000^  |
| Германия (BVMI) | Золотой       | 250 000   |
| Польша (ZPAV) | Платиновый    | 20 000    |
| Великобритания (BPI) | Золотой       | 100 000*  |
| США (RIAA) | 4× Платиновый | 4,500,000 |
| * Данные о продажах приведены только на основе сертификации. · ^ Данные о тиражах приведены только на основе сертификации. · Данные о продажах + прослушиваниях приведены только на основе сертификации. |               |           |

### Документальные фильмы
- Behind the Music: Megadeth. — Behind the Music TV series/VH1, 2001.
- Heavy: The Story of Metal[англ.] — «Part Four: Seek & Destroy». — rockDocs/VH1, 2006.